# Пролом (Сербия)
Пролом или Пролом-баня — бальнеологический курорт в южной Сербии в общине Куршумлия. Пролом находится в горно-лесистой местности на склонах горы Радан.
Местная минеральная вода «Prolom» является слабоминерализованной гидрокарбонатно-натриевой, кремниевой, щелочной, обладает мочегонным и бактерицидным действием, что позволяет применять её для лечения заболеваний почек (прежде всего связанных с образованием песка и камней), кожи и сердечно-сосудистой системы. Она может выдерживать транспортировку в бутилированном виде и экспортируется в том числе в Россию.
На курорте гости размещаются в отеле «Радан». Им проводятся различные виды восстановительной терапии — минеральной водой (с приемом внутрь и в виде бальнеопроцедур), грязелечение и пр., что отдыхающие сочетают с экскурсиями по природным (скальный «Чертов город» из худу, образованных выветриванием) и историческим (церковь Св. Лазаря) достопримечательностям.